# Александрино (усадьба, Смоленская область)
Усадьба Александрино — имение младшей ветви княжеского рода Лобановых-Ростовских. Располагается в посёлке Александрино в 7 км станции Александрино (в деревне Александрино Новодугинского района).

## История усадьбы
Лобановы-Ростовские получили Торбеевскую вотчину генерала Н. Н. Салтыкова, чья дочь Александра вышла замуж за князя Я. И. Лобанова-Ростовского, в 1783 году в качестве приданого. В 5 км от села Торбеево (центр вотчины) для летнего проживания была устроена усадьба, названная по имени её владелицы — Александровское, позже — Александрино. Были построены усадебный дом с флигелями, служебные постройки, оранжерея, разбиты большие регулярный и пейзажный парки с прудами.
В дальнейшем, князь А. Я. Лобанов-Ростовский вместо старых деревянных строений построил двухэтажный каменный усадебный дворец с колоннами и балконом, а также два одноэтажных каменных флигеля. Они вместе с двумя каменными служебными зданиями образовали большой парадный двор с круговой дорогой вокруг расположенного в центре двора газона, обсаженного липами. Были расширены и обновлены регулярный и пейзажный парки с прудами, в последнем устроена сложная система озёр и прудов, соединенных протоками и каналами, составляющими своеобразный лабиринт, в котором катались на лодках и охотились на водоплавающую дичь.
Благоустройство усадьбы продолжалось и при его сыне, князе Д. А. Лобанове-Ростовском. К усадебному двору с северной стороны была пристроена водонапорная башня, увенчанная небольшой пожарной каланчой; построен паровой лесопильный завод, подсажены деревья в парке, возобновлены оранжереи. Последним владельцем усадьбы был его единственный сын, князь П. Д. Лобанов-Ростовский. Летом 1917 года он был посажен в сычевскую тюрьму, из которой под конвоем его отправили в Смоленск.
После революции усадьба была национализирована, судьба её ценностей неизвестна (часть их попала в Сычевский уездный музей). Вначале в усадьбе располагалась коммуна, потом школа и другие учреждения. В 1950 году на месте усадьбы устроен Дом отдыха «Александрино», которые в настоящее время не функционирует.

## Сохранность
Усадебный архитектурно-парковый корпус конца XIX — начала XX веков сохранился до наших дней. Дворец, оба флигеля, 5 служебных и хозяйственных зданий находятся в удовлетворительном состоянии (два из них — «Дом черкесов» и «Корпус на подклете»). От регулярного парка сохранились отдельные участки аллей и куртины, основными породами которых являются дубы, лиственницы, сосны, липа. Пейзажный парк сильно зарос подлеском. Система прудов и проток обмелела и заросла.